# Swamp Dogg
Swamp Dogg, nome d'arte di Jerry Williams (Portsmouth, 12 luglio 1942), è un musicista e produttore discografico statunitense di musica soul.
La prima registrazione di Swamp Dogg risale al 1954, quando incise con lo pseudonimo di Little Jerry un singolo per la casa discografica Mechanic, intitolato HTD Blues/Nats Wailing.
Swamp Dogg adottò nel corso della sua carriera anche gli pseudonimi: Little Jerry Williams e Jerry Williams.

## Discografia
- 1970 Total Destruction to Your Mind
- 1971 Rat On!
- 1972 Cuffed, Collared & Tagged
- 1973 Gag a Maggot
- 1974 Have You Heard This Story?
- 1976 Greatest Hits?
- 1976 You Ain't Never Too Old to Boogie
- 1977 Finally Caught Up with Myself
- 1980 Doing a Party Tonite
- 1981 I'm Not Selling Out/I'm Buying In
- 1982 Swamp Dogg
- 1989 I Called for a Rope and They Threw Me A Rock
- 1991 Surfin' in Harlem
- 2008 Swamp Dogg Droppin's
- 2009 Give Em as Little as You Can...As Often as You Have To...or...A Tribute to Rock 'n' Roll
- 2018 Love Loss and Auto-Tune
- 2020 Sorry You Couldn't Make It